# Walter Richard Langer
Walter Richard Langer (né le 24 août 1936 à Vienne, mort le 21 mai 1995 dans la même ville) est un animateur de radio et de télévision autrichien.

## Biographie
Langer fait d'abord des études en ingénierie civil et travaille pour le gouvernement provincial de Haute-Autriche dans le département des ponts (il participe ainsi à la prolongation de l'autoroute A1).
Par ailleurs, il joue de la guitare (qu'il a appris en autodidacte) et chante dans un orchestre de danse, le Blue Danube Quintett ; l'ensemble joue parfois à la radio pour accompagner Hannelore Auer, Greta Keller ou Bruce Low. Il prend aussi des cours de théâtre.
Après son examen au Mozarteum, Langer arrête sa carrière d'ingénieur et joue au théâtre, fait des figurations et des voix off. En 1965, il entre à l'ÖRF pour une intérim comme présentateur de nouvelles, poste auquel il sera jusqu'à sa mort.
En 1967, après la réforme de l'ÖRF et la création de la radio Ö3, Langer obtient sa propre émission, Vokal – Instrumental – International, une émission sur le jazz où il partage sa passion pour cette musique qu'il a découvert en écoutant la Blue Danube Network, la radio de l'armée américaine en Autriche. En 1970 et 1971, il est membre du festival de jazz de Montreux.
En 1972, V. I. I. est diffusé seulement trois fois par semaine. En 1981, l'émission n'est diffusée que le samedi matin. Le jazz fait l'objet d'émissions en soirée que Langer anime parfois. En 1987, V. I. I. est retirée des programmes et remplacée par une émission équivalente, Keep Swinging, (phrase qu'il prononce à chaque fin d'émission), qui ne sera jamais à l'antenne, parce que Langer refuse finalement de la présenter après une dispute avec Dieter Dorner, le directeur d'Ö3. Par la suite, Langer présente des émissions de jazz sur Ö1 et reste animateur sur Ö3.
Il présente aussi des émissions de jazz à la télévision, notamment Bourbon Street de 1975 à 1979 où se produisent des artistes renommés comme Donna Hightower, Barney Kessel ou Albert Mangelsdorff. En 1983 et 1984, il travaille pour le service culturel et fait des interviews de musiciens comme Benny Goodman, Bobby McFerrin ou Míkis Theodorákis. Il écrit aussi des chroniques et des biographies de jazz pour le magazine VOX.